# Мужчины без женщин (фильм, 1981)
«Мужчины без женщин» — советский художественный фильм, снятый режиссёром Альгимантасом Видугирисом в 1981 году на студии «Киргизфильм».

## Сюжет
Фильм об отважных парнях монтажниках-высотниках, устраняющих аварию на
высокогорной линии электропередач. Для каждого из них работа в экстремальных условиях, нередко с риском для жизни — обычные трудовые будни и, очередной экзамен на мужество, выносливость, профессионализм… а также испытание на прочность командной работы и дружбы. Они несут ответственность перед обществом, и потому выполняют свою работу без всяких условий и одолжений.
Там — в горах, они преодолевая свои страхи и сомнения, справляются с поставленной задачей.
В своей «стихии» — они опытные профессионалы, но в жизни они — простые люди, живущие обычной жизнью. У каждого из них есть свои слабости, недостатки, вредные привычки, проблемы и прочие минусы. Кто-то радуется жизни, а кто-то разочарован в ней. Для кого-то любовь — мимолетное увлечение, а для кого-то — на всю жизнь…
Люди с разными характерами и судьбами оказываются в одной сплоченной команде для достижения общей цели.

## В ролях
- Суйменкул Чокморов — Касым
- Дилором Камбарова — Асель
- Вячеслав Жолобов — Игорь Репнин
- Владимир Скоропись — Семён
- Болот Макеев — Оморкул
- Советбек Жумадылов — начальник
- Муса Дудаев — ухажёр Анны
- Елена Мельникова — Люба
- А. Дмитриева — Маша, жена Семёна
- Ф. Бек — эпизод

## Над фильмом работали
- Режиссёр, постановщик каскадерских трюков: Альгимантас Видугирис.
- Сценаристы: Игорь Акимов, Альгимантас Видугирис.
- Оператор: Манасбек Мусаев.
- Композитор: Шандор Каллош.
- Художник-постановщик: Оморкул Борубаев.
- Художник-гример: Элеонора Котова.
- Звукооператор: Али Ахмадеев.
- Монтажер: Ракия Шершенова.
- Редактор: Рудольф Чмонин.
- Дирижер Государственного оркестра кинематографии СССР:Александр Петухов.
- Фотохудожник: Александр Федоров.
- Автор текста песни: Игорь Утробин.
- Мастер по свету: Дамир Акманов.
- Ассистент режиссёра: Л. Ильченко.
- Заместитель директора фильма: Н. Медеров
- Директор фильма: К. Имакеев

## Награды
- «Серебряный меч» на Международном кинофестивале в Дамаске (1981).
- Приз и диплом за лучшее исполнение мужской роли Суйменкулу Чокморову и диплом жюри творческому коллективу на XV Всесоюзном кинофестивале в Таллине (1982).
- Премия фильму Союза чехословацко-советской дружбы «Хрустальная ваза» на Международном кинофестивале в Карловых Варах (1982).
- Приз Узбекского совета профсоюзов на Международном кинофестивале стран Азии, Африки и Латинской Америки в Ташкенте (1982).
- Второй приз «Серебряный меч», премия Синдиката актёров на II Всемирной встрече кинематографистов в Дамаске (1982).
- Почетный диплом фильму на Международном кинофестивале дипломных работ в Туре (1982, Франция).

## Дополнительная информация
Съёмочная группа выразила благодарность (в титрах фильма) строителям нарынского каскада ГЭС за помощь в создании фильма.